# Husum-Ballum
Husum-Ballum er en landsby i Ballum Sogn, i Sønderjylland med 293 indbyggere  (2025). Husum-Ballum er beliggende på den nordlige del af Hjerpsted Bakkeø ved Vadehavet 12 kilometer vest for Bredebro og 26 kilometer nordvest for Tønder. Byen tilhører Tønder Kommune og er beliggende i Region Syddanmark. Landsbyen er beliggende øst for Bådsbøl-Ballum.
Husum-Ballum er omgivet af et jævnt bølget landskab, der stiger svagt mod nord. Vest for byen, ved Bådsbøl-Ballum, er der et jævnt terrænfald ned mod Vadehavet. Den østlige del af landsbyen er præget af karakteristiske og markerede overgange mellem bebyggelse og landskab. I de seneste årtier er Husum-Ballum vokset sammen med Bådsbøl-Ballum med en række nyere parcelhuse, der ligger langs Byvej
Husum Ballum er omgivet af et jævnt bølget landskab, der stiger svagt mod nord. Vest for byen, ved Bådsbøl-Ballum, er der et jævnt terrænfald ned mod Vadehavet. Den østlige del af landsbyen er præget af karakteristiske og markerede overgange mellem bebyggelse og landskab. I de seneste årtier er Husum Ballum vokset sammen med Bådsbøl Ballum med en række nyere parcelhuse, der ligger langs Byvej
Husum-Ballum er opstået omkring et let forgrenet vejforløb. Særlig omkring området Husumvej - Mølbyvej er præget af egnstypiske huse fra 1800-tallet. I begyndelsen af 1900 tallet har landsbyen udviklet sig langs den øst-vest gående Byvej, således at Byvej i dag har karakter af hovedgade med enkelte forretninger, villaprægede gadehuse og forsamlingshuset fra 1911. Fra denne periode stammer også den gamle skole på Højervej og missionshuset. Der er bevaret flere af de ældre egnstypiske gårde og huse, der knytter sig til den ældre landsbydannelse. Det tidligere forsamlingshus, drives i nutiden som hotel.
Hotel Ballumhus har 54 værelser, restaurant og bar.

## Historie
Husum-Ballum nævnes i 1370, hvor byen benævnes "hwsum". Byens navn har oprindelig betydningen "I ved husene" og i kombination med Ballum, der kommer af ordet "balle" i betydningen bakke, og betydningen af bynavnet er således husene på forhøjningen.
Den 15. juni 1923 blev genforeningsstenen ved Mølbyvej i Husum-Ballum indviet. Teksten på stenen under en kongekrone og Christian den Tiendes navnetræk inden for to korsstillede dannebrogsflag lyder således:
MINDE OM GENFORENINGEN - 15 JUNI 1920 - SKET VED GUDS RETFÆRDIGHED - OG FOLKETS RET

## Eksterne kilder og henvisninger
- Husum-Ballum Arkiveret 3. april 2017 hos  Wayback Machine
- www.hotelballumhus.dk
- Naturen omkring Ballum Arkiveret 3. april 2017 hos  Wayback Machine
- https://ballumby.net/